# Асиман, Андре
Андре Асиман (англ. André Aciman; род. 2 января 1951, Александрия) — американский писатель и эссеист, наиболее известный благодаря роману «Назови меня своим именем» (2007).

## Биография
Андре Асиман родился в Александрии, в богатой сефардской семье. Его отец Анри Асиман был владельцем трикотажной фабрики, мать — Регина Асиман. Предки Асимана жили в Египте с 1905 года. Несмотря на богатство, семья не имела египетского гражданства. Среда, в которой рос Андре Асиман, была весьма мультикультурной. Одна часть его предков, евреев-сефардов, прибыла в Египет из Италии, другая часть — из Турции. При этом общались дома у будущего писателя в основном по-французски, но также использовали греческий, итальянский, арабский и ладино. Плюс ко всему этому Андре Асиман ходил в британский лицей.
Однако благополучная жизнь продлилась недолго. В 1956—1957 годах большая часть евреев была изгнана из Египта президентом Гамаль Абдель Насером. Семья Асиманов избежала этой участи, однако из-за постоянного роста поддерживаемой государством антисемитской истерии, связанной с напряженными отношениями Египта и Израиля, была вынуждена покинуть страну восемь лет спустя (в 1965 году).
Отцу Асимана удалось купить для своей семьи итальянское гражданство, после чего семья переехала в Рим, тогда как сам отец поселился в Париже. В 1968 году семья перебралась в Нью-Йорк. В Америке Андре Асиман получил степень бакалавра английского языка и литературы в колледже Леман в Бронксе, Нью-Йорк, а затем степень магистра и PhD по литературе в Гарварде.
После этого Асиман преподавал литературное творчество в Нью-Йоркском университете, французскую литературу в Принстоне и Бард-колледже. В настоящее время Асиман преподает в аспирантуре Городского университета Нью-Йорка историю теории литературы и ведёт спецкурс по Марселю Прусту.
Фелло New York Institute for the Humanities.

## Литературное творчество
В 1995 году Андре Асиман опубликовал автобиографический роман «Из Египта», который получил восторженные отзывы американской критики. Ведущий литературный критик США Митико Какатуни в газете «Нью-Йорк Таймс» сравнила его с произведениями Ларри Даррелла, Габриэля Гарсия Маркеса и Антона Павловича Чехова. За это произведение Асиман в том же году получил литературную Премию Уайтинга. Затем он опубликовал две нон-фикшн книги (одну из которых — о Прусте), несколько коротких рассказов и эссе.
А в 2007 году, спустя 12 лет после первого успеха, был издан роман «Назови меня своим именем». За него Асиману была вручена литературная премия «Лямбда», c 1989 года отмечающая лучшие литературные произведения ЛГБТ-тематики. Спустя десять лет этот роман, посвящённый взрослению эрудированного, но неопытного подростка из интеллигентной еврейской семьи на вилле в Италии, был экранизирован режиссёром Лукой Гуаданьино с Тимоти Шаламе и Арми Хаммером в главных ролях. Фильм быстро приобрел культовый статус и получил ряд престижных наград, в том числе две — Премию «Оскар» и Премию BAFTA получил Джеймс Айвори за лучший адаптированный сценарий, то есть за адаптацию оригинального произведения Асимана (авторам оригинальных произведений, если они не являются одновременно и сценаристами, «Оскар» не вручается).

## Личная жизнь
Андре Асиман женат, у него трое детей.

## Произведения

### Книги
- «Из Египта» (мемуары) (1995)
- «False papers: essays on exile and memory» (2000)
- «The Proust Project» (2004)
- «Назови меня своим именем» (2007)
- «Восемь белых ночей» (2010)
- «Alibis: Essays on Elsewhere» (2011)
- «Гарвардская площадь» (2013)
- «Enigma Variations: A Novel» (2017)
- «Найди меня» (2019)
- Homo Irrealis: Essays (2021)
- The Gentleman from Peru (2024)
- Roman Year: A Memoir (2024)

### Короткие рассказы
- Reflections of an Uncertain Jew (англ.) // The Threepenny Review[англ.] : magazine.
- Monsieur Kalashnikov (англ.) // The Paris Review[англ.] : magazine.
- Abingdon Square (англ.) // Granta : magazine.